# Bilborough
Bilborough – dzielnica miasta Nottingham, w Anglii, w Nottinghamshire, w dystrykcie (unitary authority) Nottingham. W 2011 roku dzielnica liczyła 16 792 mieszkańców. Bilborough jest wspomniana w Domesday Book (1086) jako Bileburch/Bileburg.